# Fritz Leonhardt
Fritz Leonhardt (Stuttgart, 11 de julho de 1909 — Stuttgart, 30 de dezembro de 1999) foi um engenheiro civil alemão.
Está sepultado no Waldfriedhof Stuttgart.

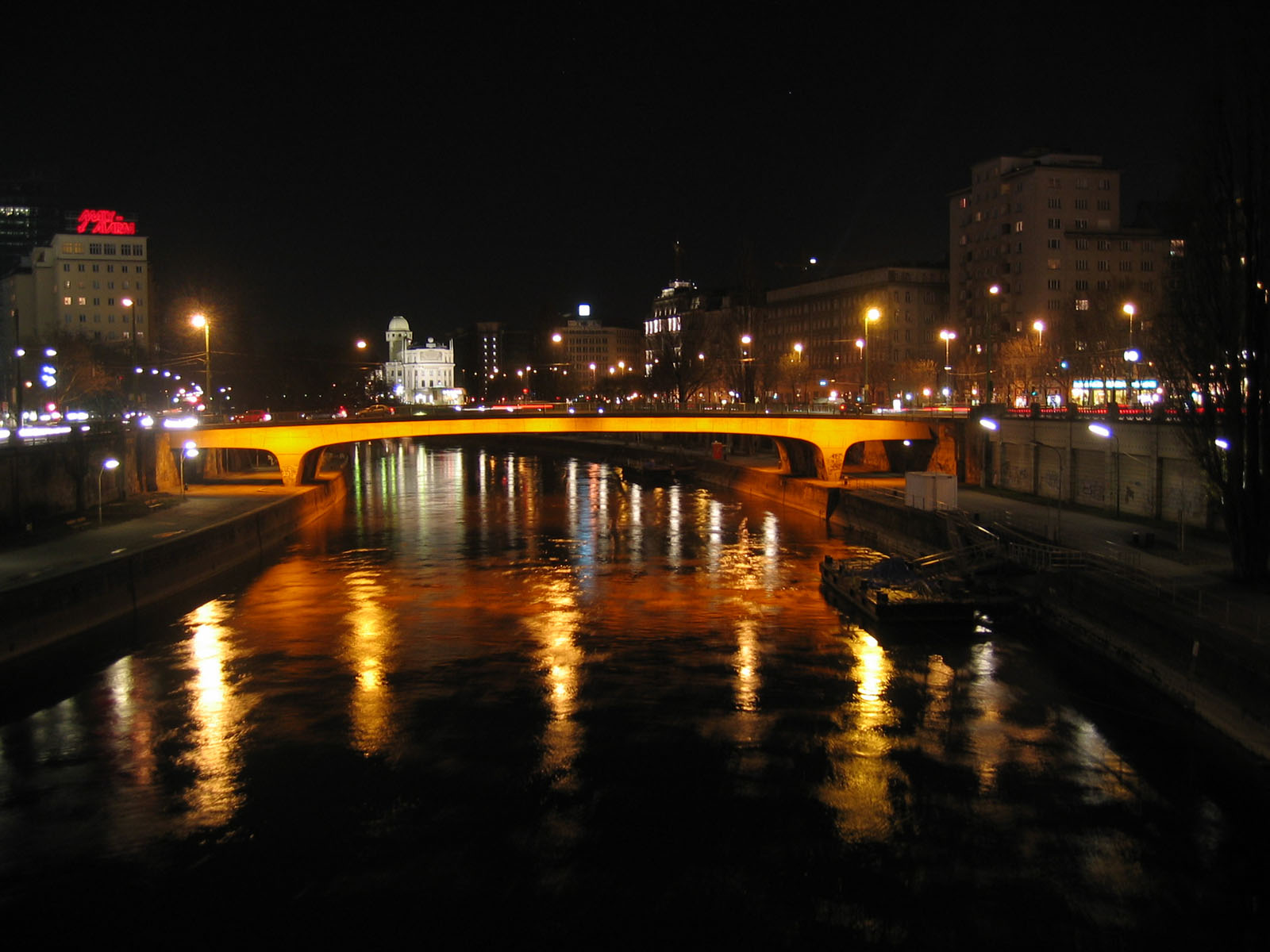
Ponte Suécia em Viena, e ao fundo iluminado o Urania

## Estruturas

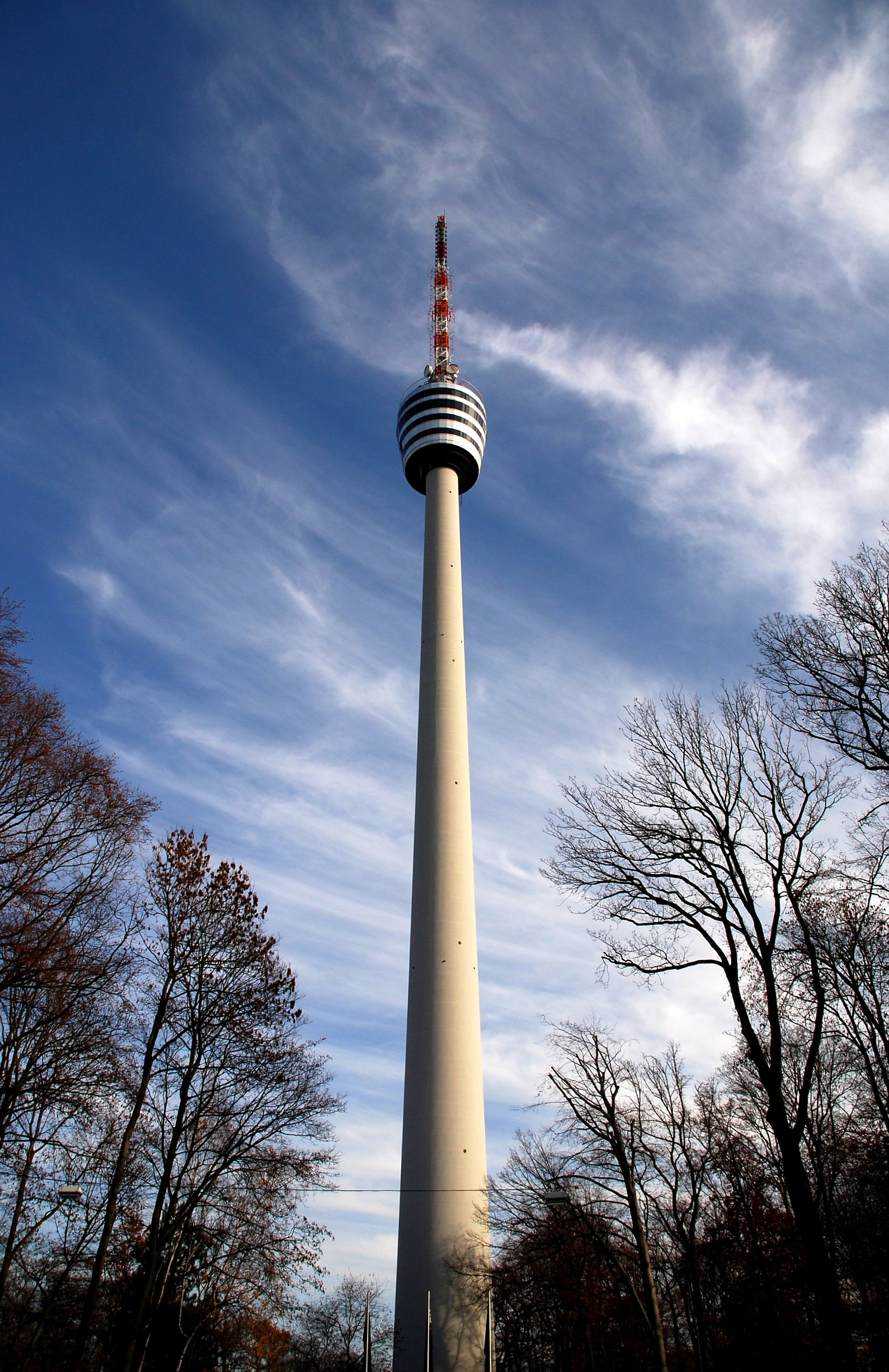
Torre de Televisão de Stuttgart

- 1934–1938: Diversas pontes para as autoestradas alemãs, entre outras o primeiro viaduto Sulzbach em Denkendorf
- 1938–1941: Ponte Colônia Rodenkirchen com Paul Bonatz, na época a maior ponte pensil da Europa (para a autoestrada)
- 1948: Ponte Deutzer com Gerd Lohmer, primeira ponte de aço com viga caixão do mundo
- 1950: Ponte do canal do Neckar em Heilbronn
- 1951: Ponte Colônia Mülheim com Wilhelm Riphahn, primeira ponte com uma placa ortotrópica
- 1955: Ponte Suécia em Viena
- 1953–1956: Torre de Televisão de Stuttgart, primeira torre de televisão de concreto armado do mundo, com o arquiteto Erwin Heinle
- 1957–1976: Sete pontes sobre o rio Reno Düsseldorf
- 1958–1959: Ponte Severin com Gerd Lohmer
- 1967:Ponte pênsil sobre o Estreito de Messina (não construída)
- 1967: Engenheiro responsável pelo pavilhão alemão na exposição mundial em Montreal
- 1966–1968: Heinrich-Hertz-Turm com Fritz Trautwein e Rafael Behn
- 1969: Torre de Televisão de Waghäusel com Erwin Heinle
- 1972: Cobertura em forma de tenda do Estádio Olímpico de Munique, prejeto de seu escritório de engenharia
- 1975–1978: Ponte sobre o Vale do Neckar em Weitingen
- 1979: Ponte Kochertal o arquiteto Hans Kammerer
- 1981: Torre Colonius, projeto estrutural e trabalho de engenharia, arquiteto Erwin Heinle
- 1992: Ponte de Gálata, Istambul

## Publicações
- Spannbeton für die Praxis. Verlag Ernst, Berlin 1973, ISBN 3-433-00541-9.
- Ingenieurbau – Bauingenieure gestalten die Umwelt. Carl Habel Verlag, Darmstadt 1974.
- Brücken/Bridges. Deutsche Verlags-Anstalt, Stuttgart 1982, ISBN 3-421-02590-8.